# فيرجينيا بيلمونت
فيرجينيا بيلمونت (بالإنجليزية: Virginia Belmont)‏ هي ممثلة أمريكية، ولدت في 20 أكتوبر 1921 في الولايات المتحدة، وتوفيت بنفس المكان في 6 مايو 2014.

## وصلات خارجية
- فيرجينيا بيلمونت على موقع IMDb (الإنجليزية)
- فيرجينيا بيلمونت على موقع قاعدة بيانات الفيلم (الإنجليزية)